# Нейт
Нейт — египетская богиня охоты и войны, покровительница Саиса в Западной Дельте. Имя «Нейт» является греческим вариантом египетского Нерет (N-r-t — «Та, что ужасает», вариант — «Небесная корова»).
Древнегреческий историк Геродот отождествлял её с Афиной. Возможно, с нею связан культ карфагенской и берберской богини Танит.

## Культ
Культ богини Нейт предположительно был заимствован египтянами в глубокой древности у ливийских племён, поскольку её иероглиф был одним из знаков их татуировки. По мнению Ричарда Х. Уилкинсона, она была одной из древнейших и наиболее важных богинь додинастического периода, культ которой сумел дожить до последних дней существования египетской культуры.
Уже в «Текстах пирамид» и надписях Древнего царства Нейт упоминается неоднократно как мать бога Себека и путеводительница покойного в загробном мире. В египетской мифологии она вместе с Осирисом, Анубисом и Тотом выступает в загробном мире как справедливый судья мёртвых, а в погребальном культе египтян вместе с Исидой, Нефтидой и Селкет охраняет канопы, в которые помещаются внутренние органы умершего.
Как минимум, две царицы I династии Раннего царства носили теофорные имена в честь неё: предполагаемая супруга и вдова фараона Менеса Нейтхотеп («Нейт довольна») и Меретнейт («Любимица Нейт»). Во времена IV династии культ Нейт был фактически вытеснен культом богини Хатхор, однако при основателе V династии Усеркафе (XXV в. до н. э.) он вновь был возрождён. Имя Нейт носила супруга фараона VI династии Пиопи II (XXII в. до н. э), дочь которого получила имя Нитокрис (Нейтокрит) («Нейт превосходная»). В эпоху Среднего и раннего Нового царства Нейт вновь потеряла свою популярность, передав многие свои функции другим богиням, и лишь при XIX династии культ её снова стал возрождаться.
Нередко награждаемая эпитетом «Великой Богини-матери», Нейт выступает в качестве матери божеств, особенно солнечных, и в месте своего особенного почитания, Саисе, где ещё сын, или преемник Менеса Хор Аха построил в честь неё храм, играла первенствующую роль, не входя в состав триады, вероятно, в силу своей андрогинной природы. Её символ виде скрещённых стрел на щите, вместо которых в древности, по мнению британского египтолога Джеральдин Пинч, изображался жук-щелкун, часто встречается на внутренней стороне капюшона священной кобры — урея. Другими символами Нейт являлись гарпун и крест анх ☥.
Обычно Нейт изображалась в дешрет — красной короне Нижнего Египта, существует даже версия о происхождении её имени от древнейшего названия этой короны Net (N-t).
Статуи Нейт чаще всего имеют голову человека, коршуна или льва. Именно в облике самки коршуна, по другим данным, коровы, она родила Солнце-Ра, когда на земле ещё ничего не было. В этой ипостаси её отождествляют с богиней неба Мехурт. Большинство мифологов склоняется видеть в Нейт космическое божество материи, из которой воссиял солнечный бог; лук и стрелы, с которыми она изображалась начиная с эпохи I династии, указывали, может быть, на лучи солнца.
Плутарх и Платон передают следующим образом саисский догмат:

«Я все бывшее, настоящее и грядущее; моего покрывала никто не открывал; плод, рожденный мной — солнце.»
В Саисе в эпоху Рамессидов (XIII—XI вв. до н. э.) Нейт считалась матерью Тота. Болотистая местность в окрестностях этого города издавна славилась своей охотой на бегемотов. Надпись в одной из местных гробниц времён XVIII династии сообщает, что Нейт помогла богу Гору поразить гарпуном злого Сета в облике гиппопотама, указав ему убежище последнего.
На острове Элефантина и в Исне (Латополе), где она вытеснила местную богиню Небтуи, её считали супругой Хнума и наградили эпитетом «Великой коровы». В Исне священными животными Нейт считались нильские окуни, где им посвящён был обширный некрополь. В ряде текстов Нейт называют богиней моря и воды. Геродот сообщает, что именно от жреца Нейт в Саисе он узнал о местонахождении истоков Нила.
Почиталась Нейт в качестве создательницы ткачества, и её имя традиционно обозначалось иероглифом в виде ткацкого станка, а также как покровительница спящих, оберегающая от тёмных сил человеческий сон. Её изображения помещались на египетских деревянных подголовниках в виде изогнутых дощечек на подставках.
В древнеегипетской повести «Тяжба Гора и Сета» Нейт выступает в качестве мудрого арбитра, к которому обращается за советом сам Осирис.
До статуса главного божества страны Нейт возвысилась в так называемую Саисскую эпоху, времена XXVI династии (VII—VI вв. до н. э.), совпадающие с началом синкретизма и гностического направления в религии; поэтому с Нейт сопоставлялись все женские божества, и с её именем соединялись довольно возвышенные философско-богословские представления. Она обладала функциями демиурга, одним из её эпитетов был «открывательница путей» (на запад). Известно, что завоевавший Египет в 525 году до н. э. Камбис II приблизил к себе одного из «царских внуков» Уца-Гор-ен-Пириса, сына верховного жреца Нейт, который убедил персидского царя восстановить и украсить храм этой богини в Саисе, изгнав оттуда захвативших его «чужеземцев». 
В честь Нейт назван астероид Нейт, открытый 17 сентября 1928 года бельгийским астрономом Эженом Дельпортом в Королевской обсерватории Бельгии.